# Condannato a nozze
Pour plus de détails, voir Fiche technique et Distribution.
Condannato a nozze est un film italien réalisé par Giuseppe Piccioni, sorti en 1993, avec Sergio Rubini, Margherita Buy, Valeria Bruni Tedeschi, Asia Argento et Patrizia Piccinini (it) dans les rôles principaux.

## Synopsis
Brillant avocat, Roberto (Sergio Rubini) prépare son prochain mariage avec Sandra (Margherita Buy). Mais il entretient à côté plusieurs relations extra-conjugales, dont une particulièrement intense avec la jeune Olivia (Asia Argento). Cette double vie menace de s'écrouler quand Sandra commence à avoir des doutes sur la fidélité de son futur époux.

## Fiche technique
- Titre : Condannato a nozze
- Titre original : Condannato a nozze
- Réalisation : Giuseppe Piccioni
- Scénario : Franco Bernini, Fabrizio Bettelli et Giuseppe Piccioni
- Photographie : Roberto Meddi (it)
- Montage : Esmeralda Calabria
- Musique : Antonio Di Pofi
- Costumes : Marina Campanale
- Décors : Lorenzo Baraldi (it) et Laura Casalini
- Producteur : Mario Cecchi Gori, Vittorio Cecchi Gori et Gaetano Daniele (it)
- Société de production : Esterno Mediterraneo Film, Penta Film
- Pays d'origine :  Italie
- Langage : Italien
- Format : Couleur
- Genre : Comédie
- Durée : minutes
- Dates de sortie :
  - Italie : 4 septembre 1993 (Mostra de Venise)
  - Italie : 24 septembre 1993

## Distribution
- Sergio Rubini: Roberto
- Margherita Buy: Sandra
- Valeria Bruni Tedeschi: Gloria
- Asia Argento: Olivia
- Patrizia Piccinini (it): Enrica
- Patrizia Sacchi: la psychanalyste
- Cesare Bocci (it) : Giulio
- Silvio Vannucci (it)
- Stefano Abbati (it)
- Mauro Marino (it)
- Emanuele Vezzoli (it)
- Enzo Cannavale
- Riccardo Polizzy Carbonelli (it)

## Autour du film
- Le film a été présenté à la Mostra de Venise 1993 dans la section Panorama italien.
- Troisième film du réalisateur Giuseppe Piccioni et troisième collaboration avec Sergio Rubini. Piccioni travaille également avec trois acteurs et actrices qu'il a dirigé dans son précédent film Chiedi la luna (Margherita Buy, Stefano Abbati (it) et Mauro Marino (it)).

## Prix et distinctions
- Nomination au Ruban d'argent de la meilleure actrice dans un second rôle en 1993 pour Asia Argento.